# Нинбург (район)
Ни́нбург (нем. Nienburg/Weser) — район в Германии. Центр района — город Нинбург. Район входит в землю Нижняя Саксония. Занимает площадь 1398,9 км². Население — 125 870 чел. Плотность населения — 90 человек/км².
Официальный код района — 03 2 56.
Район подразделяется на 36 общин.

## Города и общины
1. Нинбург (32 743)
2. Ребург-Локкум (10 953)
3. Штейерберг (5 361)
4. Штольценау (7 511)

Управление Айструп
1. Айструп (3 476)
2. Гандесберген (499)
3. Хемельхаузен (598)
4. Хассель (1 901)

Управление Графшафт-Хойя
1. Бюккен (2 301)
2. Хильгермиссен (2 182)
3. Хойя (3 889)
4. Хойерхаген (1 185)
5. Шверинген (857)
6. Варпе (829)

Управление Хемзен
1. Дракенбург (1 735)
2. Хасберген (1 562)
3. Хемзен (1 770)
4. Рорзен (1 087)

Управление Ландесберген
1. Эсторф (1 787)
2. Хузум (2 295)
3. Ландесберген (3 103)
4. Лезе (1 819)

Управление Либенау
1. Биннен (1 066)
2. Либенау (3 960)
3. Пеннигзель (1 323)

Управление Марклоэ
1. Бальге (1 863)
2. Марклоэ (4 459)
3. Витцен (2 187)

Управление Штаймбке
1. Линсбург (987)
2. Родевальд (2 725)
3. Штаймбке (2 739)
4. Штёкзе (1 441)

Управление Ухте
1. Дипенау (4 215)
2. Раддесторф (2 091)
3. Ухте (5 698)
4. Вармзен (3 574)